# Цинат, Карл Иванович
Карл Иванович Цинат (Цынат) (латыш. Kārlis Cināts; 7 марта 1866 — 25 июня 1918) — офицер Русской императорской армии. Участник русско-японской, Первой мировой и Гражданской войн. Командир Латышского стрелкового запасного батальона, позднее полка.

## Биография
Родился 23 февраля (7 марта) 1866 года в Скуйенской волости Венденского уезда Лифляндской губернии в семье крестьянина Яниса Цината. Лютеранин.
Окончил курс в Рижском Екатерины II городском училище. 13 марта 1886 года поступил на военную службу, обучался в Виленском пехотном юнкерском училище. В ноябре 1888 года, будучи в увольнении, был пойман за распитием алкоголя в буфете училища, за что был исключён с правом восстановления через год. В 1890 году выпущен по 2-му разряду в 115-й пехотный Вяземский полк в Риге. Впоследствии служил в 113-м пехотном Старорусском полку под Митавой.
Во время русско-японской войны штабс-капитаном участвовал в боях в рядах 3-го Восточно-Сибирского стрелкового полка. В начале Первой мировой войны участвовал в боях в составе 1-го Сибирского стрелкового полка. Ранен в плечо и контужен в октябре 1914 года под Варшавой. После ранения лечился в Дерптском военном госпитале до 21 октября 1915 года, после чего был назначен командиром Латышского стрелкового запасного батальона, расквартированного в Дерпте.
6 августа 1916 года понижен в звании до 1-го помощника командира батальона, 8 августа батальоном стал командовать полковник Карл Гоппер. 27 августа батальон был переброшен в окрестности Вольмара. 28 августа Цинату был присвоен чин подполковника.
25 января 1917 года по ходатайству председателя оргкомитета латышских стрелковых батальонов Яниса Голдманиса руководство Северного фронта отстранило его от занимаемой должности, так как он не мог полноценно выполнять свои обязанности в связи с военными ранами, а также потому, что Цинат приказывал применять к стрелкам телесные наказания. 5 февраля был понижен в звании до командира 1-го батальона запасного полка, а после Февральской революции, 5 апреля, исключён из списков полка, переведён в 9-й Сибирский стрелковый полк.

Цинат уехал в Россию, где впоследствии участвовал в Гражданской войне офицером Добровольческой армии. В июне 1918 года был командиром 7-й роты Марковского полка. Убит 25 июня 1918 года под Кагальницкой.

## Чины
- Подпоручик (16 января 1895)
- Поручик (15 апреля 1899, со старшинством от 16 января)
- Штабс-капитан (15 апреля 1903, со старшинством от 16 января)
- Капитан (6 июля 1907, со старшинством от 16 января)
- Подполковник (28 августа 1916)

## Награды
- Орден Св. Анны 4-й ст. (1905)
- Орден Св. Станислава 3-й ст. (1909)
- Орден Св. Анны 3-й ст. (1913, Высочайший приказ от 17 мая 1914)
- Орден Св. Станислава 2-й ст. с мечами (6 апреля 1915, Высочайший приказ от 19 апреля)
- Светло-бронзовая медаль «В память русско-японской войны»